# Bertrand Mbatchi
Bertrand Mbatchi est une personnalité du Gabon. Le 1er août 2011, il est nommé Secrétaire général du Conseil africain et malgache pour l’enseignement supérieur.

## Biographie
Titulaire d'un doctorat en biologie et physiologie végétales de l'université de Poitiers, Bertrand Mbatchi a commencé sa carrière universitaire en 1987 à l'université des sciences et techniques de Masuku (USTM), au Gabon, en occupant les postes d'assistant, de maître de conférences puis de professeur titulaire.
Il a exercé différentes fonctions pédagogiques et politiques au Gabon. 
Il meurt à Ouagadougou le 25 septembre 2021

### Fonctions pédagogiques et administratives
- Chef de département de la biologie de la Faculté des sciences de l'université des sciences et techniques de Masuku (USTM) (1990-1991)
- Vice-recteur de l'USTM[4] (1991-2006)
- Président de la Commission de la recherche de l'USTM (1991-2006)
- Fondateur et Responsable de l'Unité de recherche en agronomie et en biologie (1991-2011)
- Président du Comité de pilotage du LMD (Licence - Master - Doctorat)[5] (2008-2011)
- Président du Comité préparatoire des États généraux de l'Éducation, de la Recherche et de l'Adéquation formation-emploi (2010)
- Président de la Commission de projection de la carte universitaire nationale (2010)
- Président du Conseil scientifique et pédagogique de l'USTM (2011)

### Fonctions politiques
- Conseiller du Ministre gabonais de l'Enseignement supérieur et de l'Innovation technologique (2006)
- Conseiller du Ministre gabonais de l'Enseignement supérieur[6] (2007)
- Secrétaire Général du Ministère gabonais de l'Enseignement supérieur[7] (2008)
- Secrétaire Général du Ministère gabonais de l'Enseignement supérieur, de la Recherche et du Développement technologique (2009)

## Titres honorifiques
- Chevalier des Palmes académiques du CAMES (2007)
- Commandeur de l'Ordre du Mérite gabonais (2010)
- Grand Chancelier de l'ordre international des Palmes académiques du CAMES (depuis 2011, en tant que Secrétaire général du CAMES)